# Purtanji
Die Purtanji ist eine Speerschleuder aus Australien.

## Beschreibung
Die Purtanji besteht aus dem harten Holz der Akazien. Am Griffstück ist ein Busch aus menschlichem Haar angebracht, der für einen besseren Halt der Schleuder beim Wurf sorgt. Die Haare sind mit der Hilfe von natürlichem Harz an der Schleuder befestigt. Vom Heft verläuft der Schaft der Purtanji rund und dünner werdend zur Spitze. Die Spitze ist hakenförmig und am äußersten Ende ebenfalls mit einer kleinen Menge Harz beschichtet, um dem Pfeil der in der Spitze eingehakt wird, besseren Halt zu bieten. Die Purtanji gilt als beste Speerschleuder Australiens und wird von Aboriginesstämmen am Golf von Carpentaria (Ethnien der Warramunga, Umbaja, Gnanji) benutzt.